# Atago (incrociatore)
L'Atago (愛宕?) è stato un incrociatore pesante della Marina imperiale giapponese, seconda unità appartenente alla classe Takao e così chiamato in onore della montagna omonima che si eleva vicino alla città di Kyoto (isola di Honshū). Fu varato dal cantiere di Kure nel giugno 1930.
Con gli altri tre esemplari della classe formò la 4ª Divisione incrociatori e negli anni trenta operò sia nelle acque nazionali, sia in quelle cinesi. All'inizio delle ostilità nel Pacifico fu aggregato alla 2ª Flotta del viceammiraglio Nobutake Kondō e coprì gli sbarchi in Malesia e nelle Filippine; fu quindi coinvolto in un'operazione di rastrellamento delle acque a sud di Giava nel marzo 1942. In giugno, dopo revisione e potenziamento della dotazione contraerea, seguì la flotta nel corso della battaglia delle Midway, nella quale non ebbe alcun ruolo, e poi a Truk in seguito allo sbarco statunitense su Guadalcanal. Durante la sfibrante campagna, fu presente agli scontri aeronavali di fine agosto e poi alla battaglia delle isole Santa Cruz (25-26 ottobre), quindi fu coinvolto nell'evacuazione finale del gennaio 1943. Per gran parte dell'anno non partecipò ad alcuna operazione degna di nota e solo in novembre fu mobilitato con il resto della 4ª Divisione per intervenire al largo dell'isola di Bougainville: il 5 novembre, mentre si trovava a Rabaul, fu quasi colpito da tre bombe nel corso di un'improvvisa incursione aerea statunitense e dovette rientrare in Giappone per le riparazioni indispensabili.
Nel gennaio 1944 rientrò in servizio e spese la prima metà dell'anno in esercitazioni tra le Filippine e Singapore. Aggregato alla 1ª Flotta mobile del viceammiraglio Jisaburō Ozawa, partecipò marginalmente alla battaglia del Mare delle Filippine, risoltasi con una grave sconfitta strategica giapponese. Tornò dunque alla dipendenze della 2ª Flotta e rimase alle isole Lingga nei mesi seguenti. A metà ottobre si spostò a Brunei poiché coinvolto nel complesso attacco di superficie organizzato dall'ammiraglio Soemu Toyoda per distruggere le forze anfibie statunitensi nel Golfo di Leyte. Il mattino presto del 23 ottobre, però, rimase vittima del sommergibile USS Darter, che lo colpì con quattro siluri. L'Atago fu squarciato e affondò molto rapidamente a ovest dell'isola di Palawan, tuttavia gran parte dell'equipaggio fu salvato, compreso il comandante.

## Caratteristiche
L'incrociatore pesante Atago costituiva con le unità gemelle Takao, Maya e Chokai la classe Takao. Presentava una lunghezza fuori tutto di 203,76 metri (201,67 metri alla linea di galleggiamento), una larghezza massima di 18,03 metri e un pescaggio di 6,11 metri. Il dislocamento, previsto in 9 850 tonnellate standard, arrivò invece a 12 781 durante le prove in mare; a pieno carico la nave giunse a pesare 15 490 tonnellate, ben oltre i limiti imposti dal trattato navale di Washington.
La classe costituiva una versione meglio corazzata della precedente classe Myoko e ne riprendeva le linee generali, l'architettura e le dotazioni; inoltre, fu progettata per servire come ammiraglia di una flotta o di uno squadrone. L'armamento principale era formato da dieci cannoni Type 3 numero 2 da 203 mm lunghi 50 calibri (L/50), distribuiti a coppie in cinque torri binate: tre si trovavano a prua con quella mediana sopraelevata, due erano site a poppa e sovrapposte. Queste armi erano state pensate per operare anche in funzione contraerea, ma il peso delle torri, il basso rateo di fuoco e l'impossibilità di puntarle a un alzo di 70° all'interno delle installazioni non permisero tale impiego. La difesa a lungo raggio dai velivoli ricadde dunque su quattro pezzi Type 10 da 120 mm L/45, sistemati in postazioni singole; erano coadiuvati da due cannoni leggeri Vickers-Armstrong QF 2 lb da 40 mm e due mitragliatrici Lewis da 7,7 mm, armi comprate o prodotte su licenza dal Regno Unito. Erano infine disponibili otto tubi lanciasiluri da 610 mm, raggruppati in due impianti quadrinati brandeggiabili, uno per fiancata: furono posti in apposite camere corazzate che si protendevano dal ponte interno, in corrispondenza della massiccia sovrastruttura di prua.
La corazzatura era costituita da acciaio tipo Dücol e rappresentava quasi il 17% del dislocamento complessivo. Alla cintura era meno estesa che sui Myoko, era spessa 127 mm nella sezione superiore e si assottigliava sino a 38 mm nella parte inferiore. Il ponte interno era fornito di lastre da 30 mm, che aumentavano a 47 mm in corrispondenza dei magazzini di munizioni; il ponte di coperta era invece meno protetto con uno strato che andava da 12 mm a 25 mm. Le paratie trasversali erano irrobustite da corazze spesse 75 – 100 mm ma le torri dell'armamento principale non furono rafforzate e mantennero le corazzature da 25 mm, insufficienti a reggere un colpo diretto. L'imponente torre di comando ricevette invece un guscio corazzato. Le controcarene antisiluro erano uguali a quelle della classe precedente e potevano sopportare la detonazione di una carica esplosiva di circa 200 chili.
Il sistema di propulsione contava dodici caldaie Kanpon che alimentavano quattro turbine a ingranaggi a vapore, a ciascuna delle quali era vincolato un albero motore con elica. Era erogata una potenza totale di 130 000 shp e la velocità massima toccava i 35,5 nodi; grazie alla scorta di carburante pari a 2 570 tonnellate di olio combustibile, l'autonomia fu calcolata in 8 000 miglia (circa 14 800 chilometri) alla velocità di crociera di 14 nodi, ma la stazza notevole provocò un calo a 7 000 miglia. Sul ponte verso poppa erano montate due catapulte e fu ricavato abbastanza spazio per portare a bordo tre idrovolanti. L'equipaggio ammontò a 733 uomini al momento dell'entrata in servizio, ma crebbe a causa di successivi interventi: nel 1941 arrivò a circa 920 effettivi, che salivano a 970 quando era imbarcato lo stato maggiore di una flotta. Nel corso della seconda guerra mondiale si stabilizzò attorno a 1 100 tra ufficiali e marinai.
Nel 1936 l'Atago fu oggetto di un esteso lavoro di rafforzamento dello scafo, l'imponente sovrastruttura prodiera fu un poco abbassata e i cannoni Vickers furono rimossi in favore di due impianti quadrinati di mitragliatrici pesanti Type 93 da 13,2 mm. Tra l'aprile 1938 e l'ottobre 1939, in ottemperanza a un piano di ricostruzione della classe, rimase in secca al bacino di carenaggio di Yokosuka: ricevette moderni apparati di controllo del tiro, quattro installazioni binate di cannoni antiaerei Type 96 da 25 mm L/60 e sostituì gli affusti quadrupli di mitragliatrici Type 93 con due binati (infine sbarcati nell'autunno 1941 per fare posto a due ulteriori impianti doppi di pezzi Type 96). Anche l'armamento silurante fu del tutto rivisto e fu impostato su quattro lanciatori quadrinati di nuovo tipo, più rapidi da ricaricare e con nuove ottiche. Infine fu implementato un modello più resistente di catapulta con nuovi idrovolanti, due Aichi E13A1 e un Mitsubishi F1M2, l'opera viva ricevette controcarene più larghe e sia l'albero prodiero, sia il plancia furono ricostruiti nel tentativo di risparmiare peso e aumentare la stabilità. Ciononostante, nel 1940 l'Atago presentava un dislocamento di 14 606 tonnellate alle prove in mare, la velocità era calata a 34,2 nodi e larghezza e pescaggio erano saliti, rispettivamente, a 20,73 e 6,32 metri.

## Impiego operativo

### Costruzione e primi anni

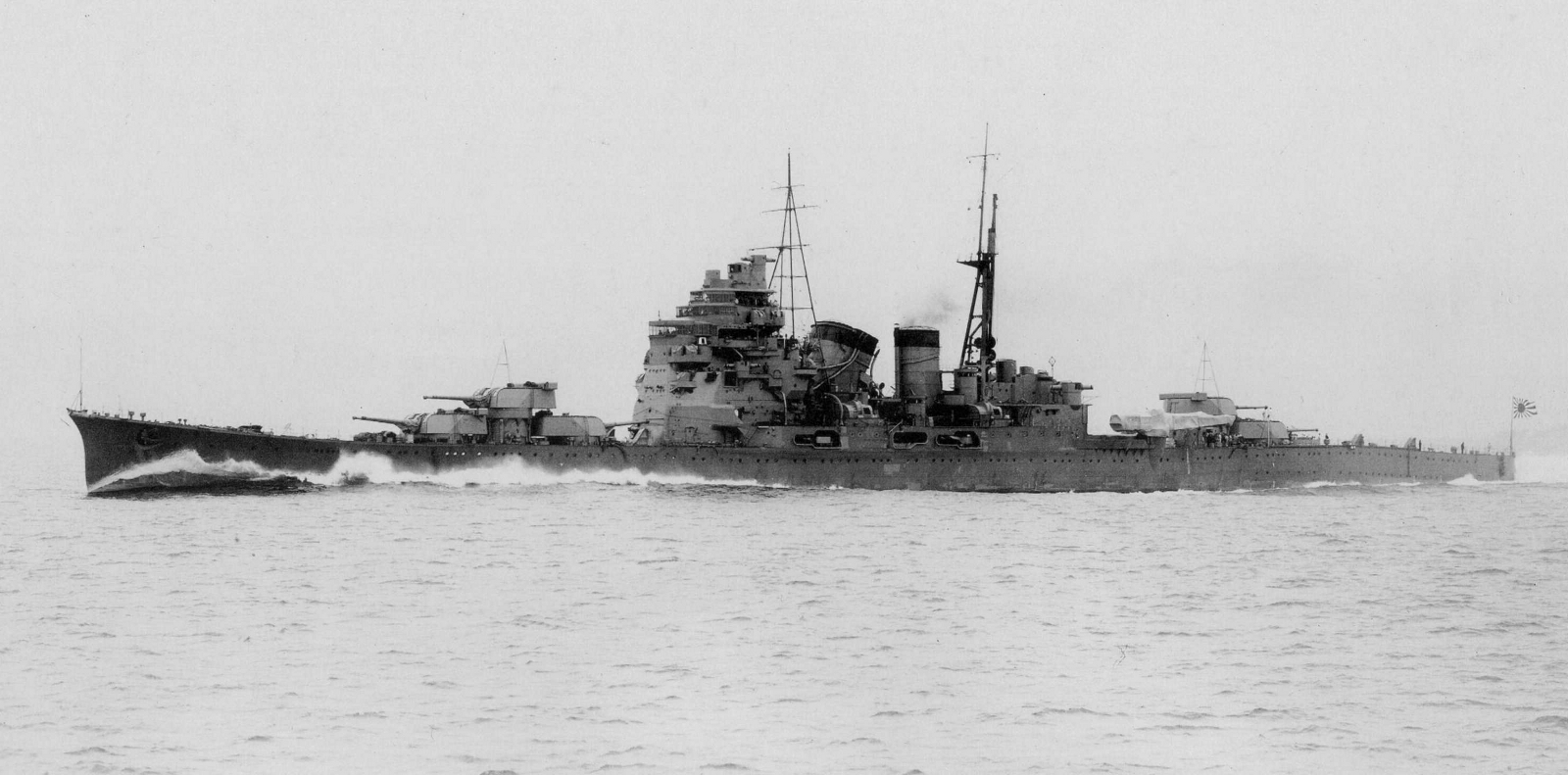
LAtago appena entrato in servizio

L'incrociatore pesante Atago fu ordinato nell'anno fiscale edito nel 1927. La sua chiglia fu impostata nel cantiere navale di Kure il 28 aprile dello stesso anno e il varo avvenne il 16 giugno 1930; fu completato il 30 marzo 1932. Il comando fu assunto da un ufficiale rimasto anonimo e il 14 maggio l'incrociatore fu ispezionato dal Primo ministro Inukai Tsuyoshi, poi il 15 novembre 1933 il comando passò al capitano di vascello Giichi Miyata. Nel corso del decennio e dell'inizio degli anni quaranta l'Atago fu agli ordini dei capitani Shigeru Sonoda (1º novembre 1934-15 novembre 1935), un ufficiale rimasto anonimo (15 novembre 1935-15 aprile 1936), Seiichi Itō (15 aprile 1936 - 1º dicembre 1936), Aritomo Gotō (1º dicembre 1936-12 luglio 1937), un altro ufficiale rimasto senza nome (12 luglio 1937-15 novembre 1939) durante il processo di modernizzazione, Chimaki Kono (15 novembre 1939-15 ottobre 1940), Tomiji Koyanagi (15 ottobre 1940-11 agosto 1941) e infine Matsuji Ijūin. L'Atago formò con le unità gemelle la 4ª Divisione incrociatori nel dicembre 1932, rimpiazzando nell'organico la classe Myoko; il 26 ottobre 1936 l'Atago imbarcò l'imperatore Hirohito a Kōbe e lo portò a Etajima, poi il 28 tornò nel porto cittadino dove il sovrano presenziò, il giorno successivo, a una rivista navale. Poco dopo, il 15 novembre 1935, la 4ª Divisione fu sciolta e quando si ricostituì nel dicembre 1936 contava solo il Takao e il Maya: l'Atago si riaggregò solo nel 1939.

### 1941-1942
Il 29 novembre 1941 l'Atago era nave ammiraglia della 4ª Divisione incrociatori del viceammiraglio Nobutake Kondō: esso salpò con le altre navi dalla baia di Saeki nel quadro dell'espansione militare nel Sud-est asiatico, avviata dall'Impero giapponese dopo il fallimento delle annose trattative con Washington: le unità furono aggregate alla 2ª Flotta sempre guidata da Kondō, che schierava le corazzate Haruna e Kongo e otto cacciatorpediniere. Il 2 dicembre la squadra si fermò alla base di Mako nelle Pescadores, dove ricevette conferma che le ostilità erano imminenti, quindi il 4 salpò allo scopo di coprire a distanza i vari convogli d'invasione che puntavano alla Malaysia e alle Indie orientali olandesi (il Maya fu in seguito distaccato e inviato nelle Filippine). Dopo aver sostato per tre giorni nella baia di Cam Ranh, la formazione riprese il mare il 14 dicembre per proteggere il secondo scaglione di trasporti diretto in Malesia e poi il 20, di scorta al convoglio che eseguì lo sbarco nel Golfo di Lingayen. Il 24 dicembre il Takao e le altre unità rientrarono alla baia e l'8 gennaio 1942 fecero rotta per Mako, raggiunta l'11: da qui proseguirono sino alle isole Palau. Il 21 febbraio l'Atago si riunì al resto della 2ª Flotta alla baia Staring, presso Kendari (Celebes), dove si fermò anche il viceammiraglio Chūichi Nagumo con la sua 1ª Flotta aerea: tutte le navi fecero rifornimento e poi Kondō divise in due gruppi le sue forze per operare a est di Mindanao e a sud delle Palau. La corazzata Kongo, l'Atago, il Takao e quattro cacciatorpediniere furono assegnati a questo secondo distaccamento, che partì il 25 alla volta delle acque attorno a Giava, allo scopo di intercettare il naviglio alleato in fuga. Nella notte del 2 marzo l'Atago e il Takao sorpresero e affondarono con l'intero equipaggio il cacciatorpediniere statunitense USS Pillsbury; due giorni più tardi, appoggiati dai cacciatorpediniere Arashi e Nowaki, colarono a picco lo sloop-of-war HMAS Yarra, un dragamine britannico, la petroliera Francol e la nave deposito Anking: l'Atago catturò infine, nel pomeriggio, la fregata olandese Duymaer van Twist che fu incorporata nella marina imperiale. Le unità giapponesi pattugliarono ancora il mare a sud di Tjilatjap e il 7 rientrarono alla baia Staring.

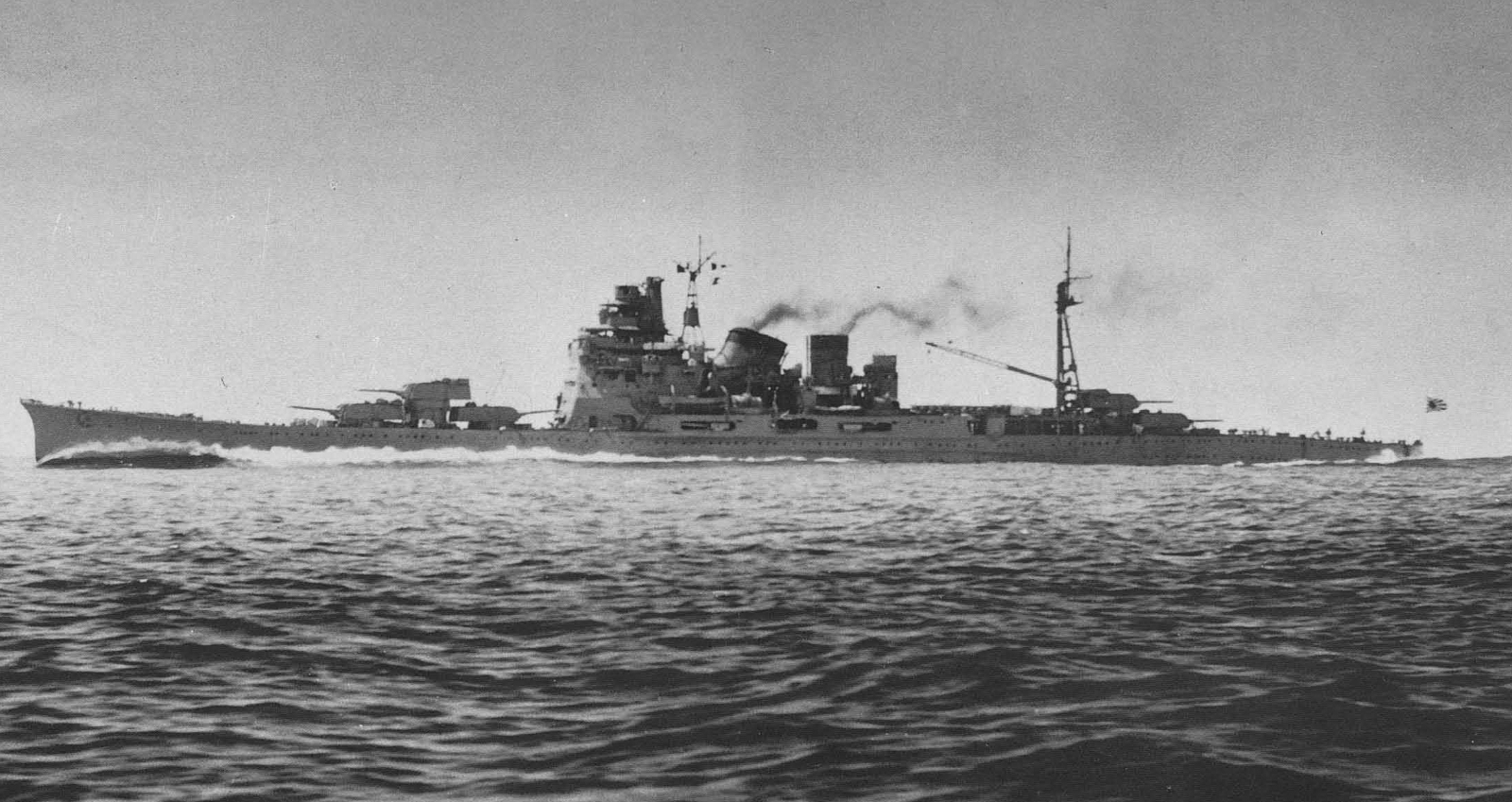
L'Atago dopo la ricostruzione del 1938-1939

Il 18 marzo l'Atago, accompagnato dall'Arashi, lasciò l'ancoraggio e si portò tra il 21 e il 22 a Tarakan e poi Balikpapan in Borneo, fece quindi tappa a Makassar e infine il 27 giunse a Singapore; proseguì dunque per Penang, dove rimase sino al 4 aprile. Richiamato indietro, sostò il 10 e 11 aprile alla baia di Cam Ranh e infine il 17 si fermò a Yokosuka. Il giorno successivo, assieme al Takao e al Maya, salpò urgentemente per tentare l'intercettazione delle Task force 16 e 18, le quali avevano appena condotto un improvviso raid su Tokyo: tuttavia non fu stabilito alcun contatto e il 22 tornarono indietro. L'Atago fu oggetto di revisione e ricevette inoltre otto cannoni contraerei Type 89 da 127 mm L/45 in quattro installazioni binate, che andarono a sostituire i meno prestanti pezzi Type 10 da 120 mm: le nuove armi furono sistemate a mezzanave, quattro per fiancata. Il 22 maggio i lavori furono completati e l'incrociatore si fermò il 25 maggio a Hashirajima, dove andava concentrandosi il grosso delle forze riunite dall'ammiraglio Isoroku Yamamoto per occupare l'atollo di Midway, effettuare diversioni nelle isole Aleutine e attirare in una battaglia finale le ultime portaerei statunitensi. Per l'occasione la 4ª Divisione incrociatori fu divisa in due: l'Atago e il Chokai (ammiraglia) confluirono nella 2ª Flotta del viceammiraglio Kondō, incaricata di scortare il convoglio d'invasione per Midway; il Takao e il Maya passarono invece alla 5ª Flotta del viceammiraglio Boshirō Hosogaya, destinata a operare nelle Aleutine. L'Atago rimase comunque troppo lontano dagli avvenimenti della battaglia per avervi qualche parte e il 14 giugno rientrò a Hashirajima con le altre navi.
In risposta all'offensiva statunitense su Guadalcanal, l'11 agosto il Takao, il Maya e l'Atago lasciarono Hashirajima con il resto della 2ª Flotta del viceammiraglio Kondō, che comprendeva anche la 5ª Divisione incrociatori (Myoko, Haguro), la corazzata Mutsu, la nave portaidrovolanti Chitose, l'incrociatore leggero Yura e dieci cacciatorpediniere. Il 17 fu raggiunta la grande base aeronavale di Truk nelle isole Caroline, dove si aggregarono la 3ª Flotta del viceammiraglio Nagumo e la squadra del contrammiraglio Hiroaki Abe: l'imponente assembramento di unità da guerra salpò il 20 agosto per coprire un'operazione di rinforzo a Guadalcanal e attirare in battaglia le inferiori forze aeronavali statunitensi. In realtà il combattimento aeronavale fu confuso e deludente, la portaerei Ryujo, un cacciatorpediniere e un trasporto furono affondati e solo la USS Enterprise rimase danneggiata in campo americano. Il 5 settembre l'Atago rientrò a Truk e partecipò a una sortita in forze verso le isole Salomone, che però non ebbe risultati; il 23 tutte le navi tornarono a Truk. L'11 ottobre la 4ª Divisione incrociatori salpò con il resto della 2ª Flotta e con la 3ª Flotta nel quadro di un'offensiva combinata tesa alla ricattura dell'aeroporto di Guadalcanal e alla distruzione delle residue forze aeronavali statunitensi. Nonostante il vasto dispiegamento di navi (comprese le corazzate Kongo e Haruna, le portaerei Shokaku e Zuikaku), nel corso della battaglia delle isole Santa Cruz del 25-26 ottobre non furono raggiunti successi decisivi. Ancora una volta, l'Atago non giocò alcun ruolo nello scontro e contribuì solo agli sbarramenti contraerei. Il 30 ottobre le due flotte riguadagnarono Truk. Il 9 novembre il viceammiraglio Kondō condusse fuori dalla rada atollina una parte della 2ª Flotta, ovvero gli incrociatori Takao e Atago (che svolgeva la doppia funzione di ammiraglia della squadra e della 4ª Divisione incrociatori), la portaerei Junyo, le navi da battaglia Haruna e Kongo, l'incrociatore leggero Sendai e cinque cacciatorpediniere dal 3º Squadrone. Seguiva la formazione distaccata del viceammiraglio Abe che, centrata attorno alle corazzate Hiei e Kirishima, doveva condurre nella notte tra il 12 e il 13 novembre un bombardamento dell'aeroporto, consentendo così a un convoglio di undici trasporti (in attesa alle isole Shortland) di sbarcare in sicurezza rinforzi massicci a Guadalcanal. Tuttavia questa flotta combatté una dura battaglia notturna, perse la Hiei e non fu capace di adempiere alla missione. Il viceammiraglio Kondō si riorganizzò e nella giornata del 14 si pose alla testa delle sue forze per bombardare l'aeroporto: ne facevano parte l'ammiraglia Atago, il Takao, la superstite Kirishima, gli incrociatori leggeri Sendai e Nagara e dieci cacciatorpediniere, per la gran parte navi sopravvissute con pochi o nessun danno allo scontro precedente. I giapponesi si scontrarono nuovamente con unità statunitensi nel corso della notte tra il 14 e il 15 novembre, nel mare a sud-ovest e ovest di Savo: subito i cacciatorpediniere nipponici misero fuori causa i quattro omologhi americani, mentre le corazzate USS South Dakota e USS Washington dovettero dividersi per evitare i siluri nemici e i relitti; la prima fu quindi presa sotto il tiro della formazione giapponese e l'Atago e il Takao la colpirono con un totale di diciassette granate da 203 mm, più una da 127 mm. Tuttavia la Washington, trascurata, seppe infliggere danni gravissimi alla Kirishima e al cacciatorpediniere Ayanami (essi affondarono in seguito) e Kondō, dopo un vano inseguimento della corazzata statunitense verso ovest, ordinò il ripiegamento. L'Atago, che aveva subito solo danni superficiali, rientrò il 18 a Truk con le altre unità e qui si fermò per un certo periodo di tempo: il 1º dicembre il comandante Ijuin cedette il posto al capitano di vascello Nobuyoshi Nakaoka. Il 12 l'Atago salpò alla volta di Kure, dove dal 17 dicembre ebbero inizio le riparazioni.

### 1943

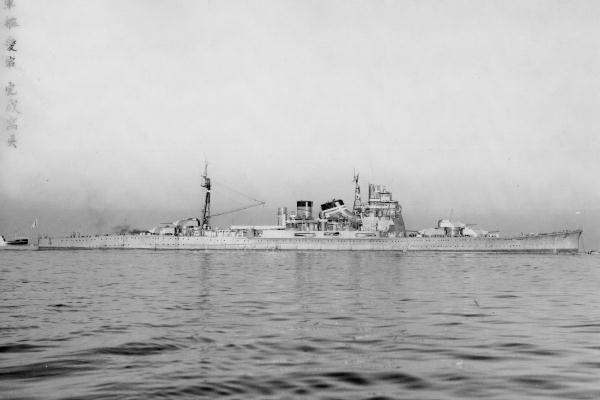
L'Atago in rada a Truk

Il 20 gennaio 1943 l'Atago lasciò Kure e arrivò il 25 a Truk. Da qui salpò il 31 gennaio con il resto della 4ª Divisione, più la 5ª Divisione incrociatori, e si portò a nord delle Salomone, dove operò durante la settimana successiva per coprire a distanza l'evacuazione di Guadalcanal; una volta conclusa, il 9 tutte le unità rientrarono a Truk. L'incrociatore rimase nei paraggi della rada sino a buona parte di luglio. Il 21 del mese salpò con il Takao e il 26 arrivò a Yokosuka, dove due giorni dopo fu messo in bacino di carenaggio. La nave fu revisionata e l'armamento contraereo fu potenziato con due impianti trinati di cannoni Type 96 da 25 mm e un radar Type 13. Rimesso in acqua, dopo aver caricato truppe e rifornimenti, partì il 16 assieme alle corazzate Yamato, Nagato e Fuso, alla portaerei di scorta Taiyo, al Takao e cinque cacciatorpediniere (unità più o meno stipate di personale e attrezzature): questo convoglio arrivò incolume il 23 a Truk e i due incrociatori pesanti proseguirono sino a Rabaul in Nuova Britannia, dove il 27 agosto sbarcarono soldati e aviatori. Subito rientrato a Truk, l' Atago partecipò il 18 settembre a una massiccia puntata offensiva della 2ª e 3ª Flotta verso l'atollo di Eniwetok, in risposta all'incursione lanciata dalle portaerei della Quinta Flotta statunitense sulle isole Gilbert: questo tentativo di aggancio, così come quello successivo del 17 ottobre (nel quale l'Atago fu seguito dal resto della 4ª Divisione incrociatori), rimase comunque senza esito.
Il 3 novembre, in risposta allo sbarco su Bougainville e alla sconfitta dell'8ª Flotta nel corso della battaglia della baia dell'imperatrice Augusta, l'ammiraglio Mineichi Kōga (comandante della Flotta Combinata) inviò la forza di incrociatori della 2ª Flotta a Rabaul, per tentare un secondo e più massiccio contrattacco: l'Atago e le unità sorelle giunsero da Truk il 5 novembre con il Mogami, il Suzuya e il Chikuma. Mentre stavano rifornendosi di carburante, si verificò un inatteso bombardamento condotto dai velivoli delle portaerei USS Saratoga e USS Princeton. L'Atago fu mancato di stretta misura da tre bombe da 500 libbre (circa 227 chili), le cui detonazioni inflissero comunque danni allo scafo; una scheggia uccise sul colpo il capitano Nakaoka, che si trovava in plancia. Questa audace operazione statunitense mise in sicurezza la testa di ponte a Bougainville e costrinse gli incrociatori nipponici, più o meno avariati, a rientrare in patria. Nel pomeriggio del 5 novembre, infatti, l'Atago e il Takao lasciarono Rabaul, fecero tappa a Truk il 7 e il 15 novembre gettarono le àncore a Yokosuka per lunghe riparazioni. Nel corso dei lavori l'Atago fu dotato di altri otto cannoni Type 96 da 25 mm, su affusti singoli.

### 1944 e l'affondamento
Dopo una serie di prove in mare sullo scorcio del 1943 e la nomina a comandante del capitano Tsutau Araki (già sopravvissuto alla distruzione dell'incrociatore pesante Furutaka), l'Atago lasciò Yokosuka il 4 gennaio 1944 accompagnato dai cacciatorpediniere Maikaze e Nowaki e giunse a Truk cinque giorni dopo; un mese più tardi ripartì con il Chokai, la 5ª Divisione incrociatori e alcuni cacciatorpediniere e, scampate all'attacco del sommergibile USS Permit, le navi arrivarono alle isole Palau il 13 e qui l'Atago rimase in attesa degli incrociatori gemelli. Il 1º marzo la 4ª Divisione fu quindi aggregata alla 1ª Flotta mobile (Dai-Ichi Kidō Butai) del viceammiraglio Jisaburō Ozawa, formazione aeronavale simile alle Task force statunitensi rivelatisi un duro avversario. Il 29 marzo le divisioni 4ª e 5ª, più l'incrociatore leggero Noshiro e il cacciatorpediniere Harusame salparono e rimasero dal 1º al 4 aprile a Davao, nelle Filippine; da qui fecero rotta a ovest il 7 e due giorni dopo arrivarono alle isole Lingga, a sud di Singapore. L'Atago rimase qui conducendo periodici addestramenti in seno alla Flotta mobile e non fu mobilitato per contrastare l'attacco statunitense all'isola di Biak, nella Nuova Guinea occidentale. Tra l'11 e il 13 maggio la flotta si spostò all'ancoraggio di Tawi Tawi. Il 13 giugno pervenne l'ordine dal nuovo comandante della Flotta combinata, ammiraglio Soemu Toyoda, di procedere con l'operazione A-Gō in risposta allo sbarco su Saipan, nelle isole Marianne: Ozawa mobilitò tutte le sue navi e le suddivise in tre grandi scaglioni, uno ai suoi ordini diretti, il secondo comandato dal viceammiraglio Matome Ugaki (richiamato da Biak) e infine il terzo dal viceammiraglio Takeo Kurita. A quest'ultimo fu assegnata tra le altre la 4ª Divisione incrociatori al completo che però, nella battaglia aeronavale del Mar delle Filippine del 19, non ebbe che una parte marginale come contributo agli sbarramenti contraerei. La battaglia continuò anche il 20 giugno e terminò con una secca sconfitta giapponese, dopo la quale Ozawa rientrò a Hashirajima il 24. L'Atago e il Takao proseguirono sino a Kure e qui furono revisionati; il raddobbo ebbe termine in luglio e l'8 i due incrociatori salparono con destinazione Singapore.

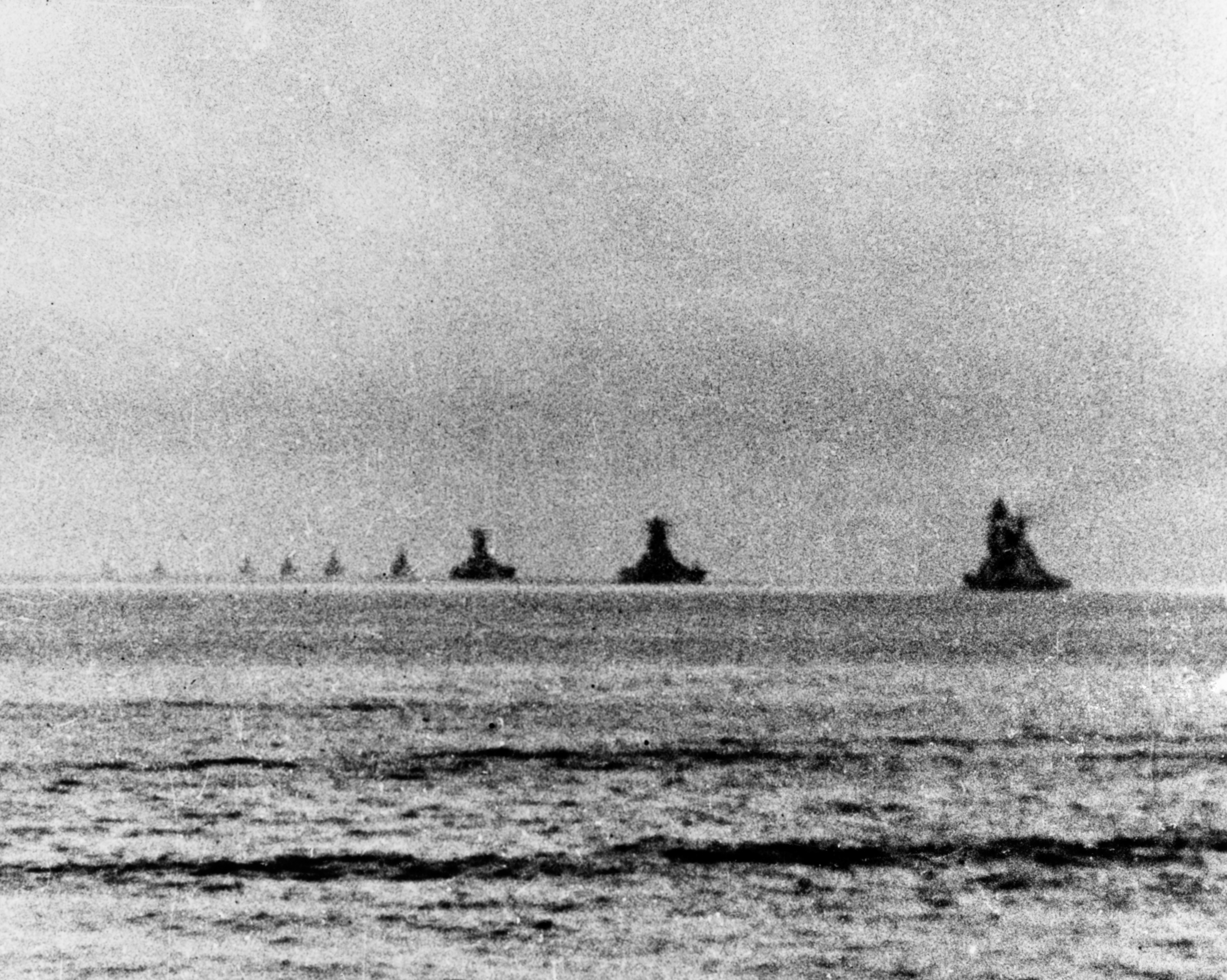
La 2ª Flotta lascia Brunei: lAtago è il terzo da sinistra

L'Atago arrivò a Singapore il 16 e tra il 22 e il 30 rimase in secca per la pulizia della carena e un ulteriore controllo. Il 26 agosto, dopo un periodo di riposo per l'equipaggio, lasciò l'arsenale con il Takao per le isole Lingga, presso le quali ebbe la sua base durante settembre e ottobre (periodo nel quale il capitano Araki fu portato al grado di contrammiraglio). Tornato con gli incrociatori gemelli alle dipendenze della 2ª Flotta del viceammiraglio Kurita, la seguì il 18 ottobre nello spostamento a Brunei in vista dell'operazione Shō-Gō 1, un complesso piano per un attacco di superficie alla flotta anfibia statunitense ferma nel Golfo di Leyte. Il 22 ottobre la flotta salpò e si divise in due tronconi: quello più numeroso, al comando diretto di Kurita imbarcato sullo Atago, doveva costeggiare le Filippine occidentali, penetrare nello stretto di San Bernardino e giungere da nord sul Golfo; il secondo, guidato dal viceammiraglio Shōji Nishimura, ebbe l'incarico di passare dallo stretto di Surigao e arrivare dinanzi a Leyte da sud. L'intera 4ª Divisione incrociatori fece parte del primo gruppo, che nella notte iniziò a risalire la costa dell'isola di Palawan. Poco dopo l'alba del 23 ottobre la formazione fu attaccata dai sommergibili USS Darter e USS Dace: alle 05:33 furono colpiti gravemente il Maya, il Takao e l'Atago. Quest'ultimo, vittima del Darter, fu sventrato da quattro ordigni e, divorato dalle fiamme, accusò subito uno sbandamento accentuato. In appena venti minuti l'Atago affondò di prua in un punto in cui la profondità era di circa 1 800 metri (9°30′N 117°13′E), trascinando con sé 360 morti. I cacciatorpediniere Kishinami e Asashimo si precipitarono a raccogliere le centinaia di naufraghi e ne salvarono rispettivamente 529 e 171, inclusi il viceammiraglio Kurita, il suo capo di stato maggiore contrammiraglio Koyanagi e il contrammiraglio Araki. Anche il Maya colò a picco, mentre il Takao fu capace di rientrare a Singapore.
Il 20 dicembre 1944 l'Atago fu depennato dai ruoli della Marina imperiale giapponese.